# Justus Richtzenhain
Justus Nicolas Richtzenhain (* 4. März 1998 in Minden) ist ein ehemaliger deutscher Handballspieler.

## Karriere
Der zumeist als Kreisläufer eingesetzte Richtzenhain durchlief von 2002 bis 2017 die komplette Jugend von GWD Minden. Mit der A-Jugend scheiterte er in der Saison 2015/16 im Halbfinale und 2016/17 im Viertelfinale um die deutsche Meisterschaft jeweils am SC DHfK Leipzig Handball. Am 1. März 2017 gab er bei der 17:41-Heimniederlage gegen die SG Flensburg-Handewitt sein Bundesliga-Debüt in der Profi-Mannschaft. Ab der Saison 2017/18 gehörte er zum festen Kader der Reserve-Mannschaft in der 3. Liga und ab der Saison 2019/20 zur Bundesliga-Mannschaft. Mit Minden trat er 2023 den Gang in die Zweitklassigkeit an.
Richtzenhain zog sich im November 2022 seinen ersten Kreuzbandriss zu. Nachdem Richtzenhain sich knapp ein Jahr später erneut am Kreuzband verletzt hatte, entschloss er sich im Sommer 2024 seine Karriere zu beenden.